# Осов (Хойникский район)
Осов (бел. Восаў) — деревня в Великоборском сельсовете Хойникского района Гомельской области Республики Беларусь. Расположен остановочный пункт Осов.

## География

### Расположение
В 15 км на север от районного центра и железнодорожной станции Хойники (на ветке Василевичи — Хойники от линии Гомель — Калинковичи), в 118 км от Гомеля. Расположен остановочный пункт Осов.

### Гидрография
На юге и западе мелиоративные каналы, соединённые с рекой Припять (приток реки Днепр). Недалеко расположено Великоборское водохранилище.

## Транспортная сеть
На востоке проходит железная дорога. Транспортные связи по просёлочной, а затем автодороге Хойники — Речица. Планировка состоит из криволинейной улицы, ориентированной с юго-востока на северо-запад, к которой присоединяются короткие улицы. Застроена неплотно, двусторонне деревянными домами усадебного типа.

## История
Обнаруженное археологами городище раннего железного века (в 0,8 км на запад от деревни, в урочище Зайцево) свидетельствует о заселении этих мест с давних времён. Согласно письменным источникам известна с начала XX века как селение в Хойникской волости Речицкого уезда Минской губернии. В 1908 году урочище.
Во время Великой Отечественной войны в июне 1943 года оккупанты сожгли деревню и убили 16 жителей. 19 жителей погибли на фронте. Согласно переписи 1959 года в составе совхоза «Великоборский» (центр — деревня Великий Бор).

## Население

### Численность
- 2021 год — 22 жителя, 18 хозяйств

### Динамика
- 1908 год — 3 жителя, 1 двор
- 1930 год — 188 жителей, 40 дворов
- 1940 год — 75 дворов, 267 жителей
- 1959 год — 334 жителя (согласно переписи)
- 2004 год — 76 жителей, 33 хозяйства
- 2021 год — 22 жителя, 18 хозяйств

## Достопримечательность
- Городище периода раннего железного века, 1-е тыс. до н.э. – 1-е тыс. н.э., 1 км от деревни, урочище Зацева —  Историко-культурная ценность Республики Беларусь, шифр 313В000800